# Li Qian (Boxerin)
Li Qian (chinesisch 李倩, Pinyin Lǐ Qiàn; * 6. Juni 1990 in Zhengzhou) ist eine chinesische Boxerin im Mittelgewicht.

## Karriere
Sie ist Absolventin des Sports Vocational College in der Inneren Mongolei. Mit dem Boxsport begann sie im Januar 2007, ihr internationales Debüt bestritt sie bei den Asienspielen 2014, wo sie die Silbermedaille im Mittelgewicht erkämpfte. Bei den Weltmeisterschaften 2014 erkämpfte sie ebenfalls die Silbermedaille, nachdem sie erst im Finale gegen Claressa Shields unterlegen war. Im Halbfinale hatte sie Nouchka Fontijn bezwungen.
2015 gewann sie erneut Silber bei den Asienmeisterschaften, als sie im Finale gegen Darigha Schäkimowa unterlegen war. Bei den Weltmeisterschaften 2016 besiegte sie unter anderem Anna Laurell, scheiterte dann aber im Viertelfinale an Savannah Marshall.
2016 gewann sie die asiatisch-ozeanische Olympiaqualifikation, wobei sie unter anderem Chen Nien-chin und diesmal auch Darigha Schäkimowa besiegen konnte. Sie startete daraufhin bei den Olympischen Spielen 2016, wo sie gegen Nouchka Fontijn mit 1:2 im Halbfinale ausschied und eine olympische Bronzemedaille gewann.
2017 gewann sie die Asienmeisterschaften und schlug dabei auch erneut Darigha Schäkimowa, zudem wurde sie 2018 Weltmeisterin, nachdem sie unter anderem Natasha Gale, Naomi Graham und Nouchka Fontijn besiegt hatte.
Bei den Asienmeisterschaften 2019 verteidigte sie ihren Titel und gewann 2020 auch die asiatisch-ozeanische Olympiaqualifikation, wobei sie Myagmarjargal Munkhbat, Pooja Rani und Caitlin Parker schlagen konnte. Bei den Olympischen Spielen 2020 erreichte sie mit Siegen gegen Aoife O’Rourke, Pooja Rani und Senfira Magomedalijewa das Finale, wo sie Lauren Price unterlag und die Silbermedaille gewann.
Bei der Weltmeisterschaft 2023 gewann sie nach einer Punktniederlage gegen Lovlina Borgohain eine Bronzemedaille, besiegte diese jedoch im Finale der Asienspiele 2023, womit sie sich für die Olympischen Spiele 2024 in Paris qualifizierte. Dort erreichte sie mit Siegen gegen Hergie Bacyadan, Lovlina Borgohain und Caitlin Parker das Finale, wo sie beim Kampf um die Goldmedaille Atheyna Bylon besiegen konnte.